# Sievnavárre naturreservat
Sievnavárre naturreservat är ett naturreservat i Jokkmokks kommun i Norrbottens län.
Området är naturskyddat sedan 2024 och är 199 hektar stort. Reservatet ligger nordväst om Jokkmokk och består av tallskog.